# Heaton (Tyne and Wear)
Heaton – dzielnica miasta i dystryktu (unitary authority) Newcastle upon Tyne, w Anglii, w hrabstwie Tyne and Wear. W 2001 roku Heaton liczyło 10 503 mieszkańców.